# 梦窗疏石

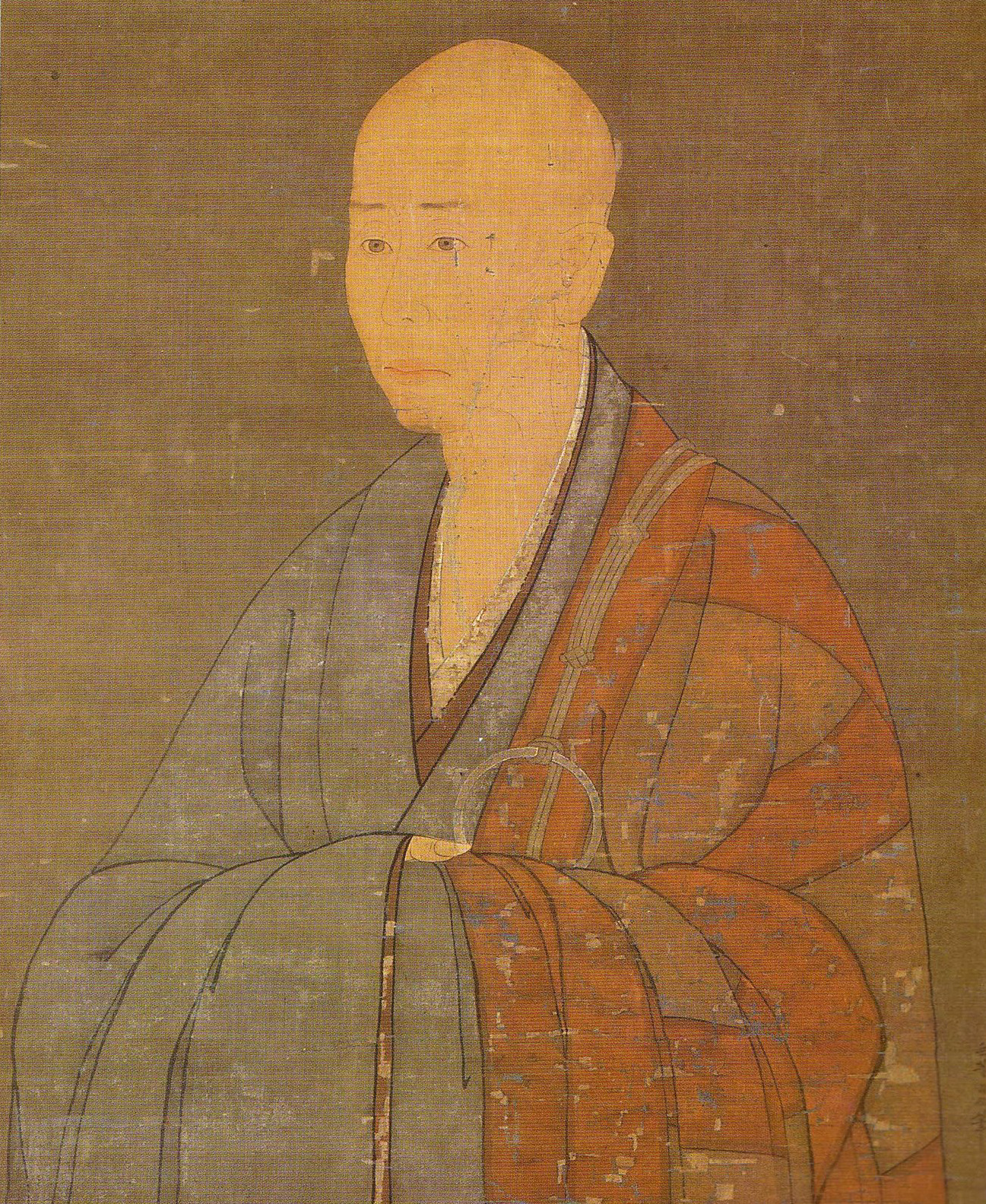

梦窗疏石（日语：／1275年—1351年10月20日），日本镰仓时代末期至室町时代初期著名佛教临济宗僧人、作庭家、漢詩人、歌人，自號木訥叟。世人尊稱“七朝帝師”。宇多天皇爲其九世祖。在建仁寺師從無隠禪師后成爲元朝渡來僧一山一門禪師的首座弟子。其后承繼净智寺高峰显日之法，創梦窗派並成爲該派之祖。